# Wahome Mutahi
Wahome Mutahi (kikuyu: Wahome wa Mutahi), född 24 oktober 1954 nära Nyeri, död den 22 juli 2003, var en kenyansk dramatiker, författare och krönikör. Han skrev under 18 år krönikor i dagstidningen Daily Nation under signaturen Whispers. Han var också återkommande kolumnist i ugandiska The Monitor och Lugambo.
Som pjäsförfattare på det egna teaterkompaniet Igiza Productions skrev Mutahi på både kikuyu och engelska. Hans pjäser var ofta politiska.
Wahome Mutahis ofta politiska pjäser försatte honom i onåd hos Moiregimen. 1986 arresterades han och torterades i Nyayo House i Nairobi. Han anklagades för samröre med den förbjudna rörelsen Mwakenya Movement. Efter 15 månader i fängsligt förvar utan rättegång släpptes han fri. Debutromanen Three Days on the Cross (belönad med Jomo Kenyatta Prize for Literature 1992) och Jailbug handlar om hans upplevelser i fängelset.
Wahome Mutahi avled den 22 juli 2003 på Kenyatta National Hospital i Nairobi, efter att en operation på ett sjukhus i Thika gått fel.